# Jean-François Varlet
Pour les articles homonymes, voir Jean Varlet et Varlet.
 (septembre 2016).
Jean-François Varlet, né à Paris le 14 juillet 1764 et mort à Corbeil le 4 octobre 1837, est un révolutionnaire français.

## Biographie
Né dans une famille de la petite bourgeoisie, Jean-François Varlet fait ses études au collège d'Harcourt.
Il accueille avec enthousiasme la Révolution, rédige des chansons patriotiques, signe des pétitions, notamment celle du Champ-de-Mars, le 17 juillet 1791.
Le 24 mai 1793, il est arrêté avec Jacques-René Hébert, mais libéré triomphalement trois jours plus tard et prépare alors l’insurrection du 31 mai 1793 et du 2 juin 1793.
Dans divers écrits publiés en 1792 et en 1793, il se montre partisan de la démocratie directe et de la redistribution des propriétés. Il se classe ainsi avec Jacques Roux et quelques autres, dans le parti des Enragés. Arrêté de nouveau en septembre 1793, il est libéré le 29 octobre 1793.

Sous la Convention thermidorienne, le 26 messidor an XII (15 juillet 1804), il écrit dans la brochure L'explosion : 

« [...] périsse le gouvernement révolutionnaire plutôt qu’un principe ! Et j’avance ferme, frappant à bras raccourci sur les dominateurs. Quelle monstruosité sociale, quel chef-d’œuvre de machiavélisme, que ce gouvernement révolutionnaire ! Pour tout être qui raisonne, gouvernement et révolution sont incompatibles, à moins que le peuple ne veuille constituer ses fondés de pouvoirs en permanence d’insurrection contre lui-même, ce qu’il est absurde de croire,. »

Arrêté après la mort de Maximilien de Robespierre, il reste près d’un an en prison.
Il devient bonapartiste après 1800 et après avoir vécu quelque temps à Nantes et salué la chute de Charles X. Il meurt par submersion à Corbeil-Essonnes le 4 octobre 1837.

## Publications
- Projet d’une caisse patriotique et parisienne, 1789
- Déclaration solennelle des droits de l’homme dans l’état social, 1793
- Aux Mânes de Marat, 1794
- Gare l’explosion, 1794
- Le panthéon français, 1795
- Vœux formés par des Français libres, 1785 - 1795
- Vœux formés par des Français libres, ou Pétition manifeste d’une partie du souverain à ses délégués pour être signée sur l’autel de la patrie et présenté [sic le jour où le peuple se lèvera en masse pour résister à l’oppression avec les seules armes de la raison]
- Magnanimité de l’Empereur des Français envers ses ennemis, à l’occasion de la nouvelle déclaration des Puissances, 1814